# Vertice di Saint-Malo

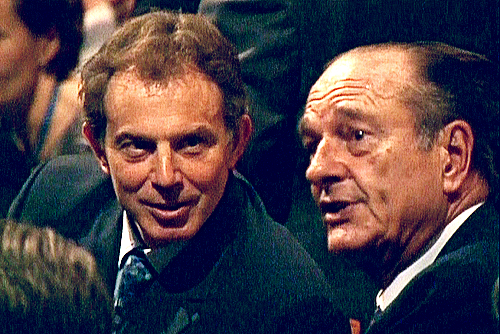
Tony Blair e Jacques Chirac

Il vertice franco-britannico di Saint-Malo, che ha riunito il presidente Jacques Chirac e il primo ministro Tony Blair il 3 e 4 dicembre 1998, è spesso descritto come il punto di partenza della politica europea di sicurezza e difesa. Da esso ne è scaturita una dichiarazione congiunta che chiedeva l'istituzione di mezzi militari "autonomi" e "credibili" per l'Unione europea. La dichiarazione chiarisce il rapporto con la NATO così come segue: l'UE agirà "quando l'Alleanza in quanto tale non è impegnata" e "senza inutili duplicazioni".
La Dichiarazione di Saint-Malo è stata una risposta alla guerra del Kosovo (1998-1999), in cui la comunità internazionale, e in particolare l'Unione europea e i suoi stati membri, sono stati percepiti come incapaci di fermare il conflitto.